# 芬斯特巴赫河 (雷德尼茨河支流)
49°16′49″N 11°04′36″E / 49.2804°N 11.0768°E
芬斯特巴赫河是德國的河流，位於該國東南部，由巴伐利亞負責管轄，屬於雷德尼茨河的支流，河道全長17.5公里，流域面積40.2平方公里。